# JBS Foods International
JBS Foods International (JBSFI) atua no ramo alimentício internacionalmente e é a maior empresa frigorífica do mundo. É uma "empresa controlada" no jargão da SEC. A JBSFI opera em quatro segmentos: Carne Bovina, Suína, Aves e Outros. Oferece carne bovina, ovina, ovina, suína e de frango in natura e processada. A JBSFI é a maior processadora de couro do mundo. Também processa colágeno, biodiesel, produtos de higiene e limpeza, e atua em embalagens metálicas, transportadores, gerenciamento de resíduos, tripas e atividades de comercialização, além de fornecer produtos alimentícios preparados.

## Registros regulatórios anteriores
Em 5 de agosto de 2016, a empresa pretendia ser registrada na República da Irlanda como JBS Foods International Designated Activity Company, para seu pedido de IPO junto à SEC, permitindo sua negociação na bolsa americana NYSE. A empresa também pretendia ser negociada na Bolsa de Valores de São Paulo, sob o programa de Recibos de Depósitos Brasileiros (BDRs) que deveria operar. Em agosto de 2016, a JBS Foods International declarou que pretendia se tornar residente fiscal no Reino Unido e que, para seu IPO, pretendia seguir um processo de seis etapas.
Em 16 de novembro de 2016, o DAC retirou sua documentação de IPO da SEC.
Ela substituiu em seu IPO em 6 de dezembro de 2016 uma operação holandesa chamada JBS Foods International B.V.

## IPO planejado e investigações
Em dezembro de 2016, a JBS anunciou um plano de reorganização, parte do qual envolvia o planejamento de uma oferta pública inicial de ações (IPO) nos Estados Unidos para suas operações internacionais. Espera-se que o IPO pretendido seja realizado por meio da empresa-veículo JBS Foods International, visto que a JBS, a J&F Investimentos e outras empresas do grupo estão envolvidas em seis operações diferentes da Polícia Federal brasileira, incluindo a Operação Lava Jato, Bullish, Greenfield, Carne Fraca e Cui Bono.
Os principais acionistas da JBS S.A., Joesley Batista e Wesley Batista, colaboraram com a polícia brasileira como denunciantes da Operação Lava Jato, onde confessaram mais de 12 anos de crimes, incluindo suborno, corrupção ativa, uso de informação privilegiada e muitos outros, que ajudaram o grupo JBS a crescer acima do mercado após uma série de aquisições financiadas em parte por empréstimos de bancos controlados pelo Estado brasileiro.
Apesar dos escândalos de corrupção ativos realizados pelos irmãos Batista, Joesley Batista deixou claro que o IPO não seria cancelado.
Após os depoimentos prestados pelos irmãos Batista, em 19 de maio de 2017, o regulador de valores mobiliários do Brasil lançou quatro novas investigações contra o frigorífico JBS e outras empresas controladas pela J&F Investimentos para investigar negociações suspeitas feitas antes que os mercados fossem abalados pela revelação de um acordo judicial entre os principais executivos da empresa.
Em 23 de abril de 2025, a JBS obteve aprovação da SEC para listagem na Bolsa de Valores de Nova York, depois que sua subsidiária fez uma doação de US$ 5 milhões ao comitê para a segunda posse de Donald Trump.

## Ataque cibernético
No final de maio de 2021, a JBS encerrou algumas de suas operações nos EUA, Canadá e Austrália devido a um ataque cibernético de ransomware que se acredita ter sido perpetrado pelo REvil, também conhecido como Sodinokibi, um grupo criminoso cibernético russo. Em 2 de junho de 2021, a JBS retornou à produção normal.